# Melica brasiliana
Melica brasiliana là một loài thực vật có hoa trong họ Hòa thảo. Loài này được Ard. mô tả khoa học đầu tiên năm 1764.